# Gunther Schüler
Gunther Schüler war ein deutscher Schauspieler, der insbesondere durch seine langjährige Mitwirkung bei den  Karl-May-Spielen in Bad Segeberg bekannt wurde. Mit insgesamt 23 Inszenierungen zählt er zu den am häufigsten engagierten Darstellern des Freilichttheaters am Kalkberg.

## Karriere
Gunther Schüler gehörte von Anfang der 1960er- bis Ende der 1980er-Jahre zur Stammbesetzung der Karl-May-Spiele Bad Segeberg. Sein Debüt gab der aus Hamburg stammende Schauspieler im Jahr 1961 als Bankier Duncan in Der Ölprinz. Mit Ausnahme der Spielzeiten 1963, 1968, 1969 und 1970 wirkte er bis 1987 regelmäßig mit und kam auf insgesamt 23 Spielzeiten in der Kalkberg-Arena. Damit zählt er neben Joshy Peters, Rolf E. Schenker und Harald Wieczorek zu den am häufigsten mitwirkenden Darstellern der Festspiele.
Im Laufe seiner Karl-May-Karriere spielte Schüler unter vier verschiedenen Intendanten: Wulf Leisner, Toni Graschberger, Harry Walther und Klaus-Hagen Latwesen. Seine Rollen waren vielfältig – häufig verkörperte er Indianerhäuptlinge oder Medizinmänner. Dreimal übernahm er die Rolle von Winnetous Lehrer Klekih-Petra (1971, 1982, 1987). Im Jahr 1983 war er zudem in Frauenkleidern in einer komödiantischen Rolle als Salonwirtin Mutter Thick im Stück Old Surehand zu sehen.
Unter Intendant Klaus-Hagen Latwesen wurde Schüler ab 1981 bis zu seiner letzten Spielzeit 1987 häufig in Doppelrollen besetzt. In folgenden Stücken spielte er jeweils zwei Nebenrollen: „Der Schatz im Silbersee“ (1981), Old Surehand“ (1983), „Unter Geiern“ (1984), „Der Ölprinz“ (1985) und „Halbblut (1986).
1980 gehörte Schüler außerdem zum Ensemble von Latwesens Theater Transfer / Tournee Mondon, das mit dem Orientstück Der Schut auf Deutschlandtournee ging.
Neben seiner Tätigkeit in Bad Segeberg war Schüler vielfach als Tournee-Schauspieler aktiv. Er spielte unter anderem in der Komödie Eine schöne Bescherung an der Seite von Wolfgang Völz und Claus Wilcke in Die Macht des Geldes mit Götz George sowie in Caligula von Albert Camus, in dem er 1986 sein 50-jähriges Bühnenjubiläum feiern konnte.